# خوسيه لويس ريال
خوسيه لويس ريال (بالإسبانية: José Luis Real)‏ (6 يونيو 1952 بغوادالاخارا في المكسيك - ) هو مدرب كرة قدم ولاعب كرة قدم مكسيكي في مركز الوسط. شارك مع منتخب المكسيك لكرة القدم. أما مع النوادي، فقد لعب مع نادي أطلس ونادي غوادالاخارا.

## وصلات خارجية
- خوسيه لويس ريال على موقع قاعدة بيانات كرة القدم.إي يو (الإنجليزية)
- خوسيه لويس ريال على موقع عالم كرة القدم.نت (الإنجليزية)